# Já, Olga Hepnarová
Já, Olga Hepnarová je český film režisérů Tomáše Weinreba a Petra Kazdy. Pojednává o vražedkyni Olze Hepnarové. Autoři filmu se chtěli co nejvíce přiblížit realitě; plánovali se soustředit na vnitřní život Hepnarové. Režisér filmu Weinreb se už tématu dotkl ve svém krátkém studentském filmu Všechno je sračka.
Film měl v únoru 2016 světovou premiéru na Berlinale, kde zahajoval sekci Panorama a byl zde uveden v devíti projekcích. Téhož roku se objevil také v programu Febiofestu.
Film se dostal do širšího výběru 50 filmů, ze kterého se budou vybírat nominace na Evropskou filmovou cenu.

## Výroba
Režiséři film před natáčením připravovali téměř pět let, točit plánovali od léta 2013. Titulní roli měla původně obsadit polská herečka, poté se uvažovalo o Češce Marice Šoposké, ale nakonec Hepnarovou hraje Polka Michalina Olszańska. Změny nastaly i na pozici kameramana, jímž původně měl být Martin Štrba. Kvůli koprodukci s Polskem ale jeho místo zaujal Adam Sikora.
Film se natáčel na jaře 2014 v Ústí nad Orlicí, především v tamním areálu podniku Perla, a dále v tamních ulicích, které ve filmu představují Prahu. Celkově se v Ústí natočila asi třetina filmu. Další záběry se točily také v Polsku (ve městech Nowa Ruda, Kladsko a Vratislav) a na Slovensku.
Film podpořil jak Státní fond České republiky pro podporu a rozvoj české kinematografie, tak i jeho polský protějšek. Výsledný snímek je černobílý.

## Obsazení
| Michalina Olszańska | Olga Hepnarová                           |
| Martin Pechlát      |                                          |
| Klára Melíšková     | matka Olgy                               |
| Martin Finger       |                                          |
| Hedvika Řezáčová    | Olga Hepnarová (postsynchron do češtiny) |
| Gabriela Míčová     |                                          |
| Magdaléna Borová    |                                          |
| Zuzana Stavná       |                                          |
| Marika Šoposká      |                                          |

## Recenze
- František Fuka, FFFilm
- Matěj Svoboda, MovieZone.cz

## Ocenění
Film získal  Ceny české filmové kritiky 2016 v kategoriích nejlepší režie, objev roku, nejlepší ženský herecký výkon a nejlepší audiovizuální počin.  Film byl nominován v roce 2017 na osm Českých lvů, včetně nejlepšího filmu, nejlepší režie, nejlepšího scénáře, nejlepší kamery, nejlepších kostýmů a nejlepších masek. Tři nominace pak proměnil ve vítězství: nejlepší ženský herecký výkon v hlavní roli Michalina Olszańska, nejlepší ženský herecký výkon ve vedlejší roli Klára Melíšková, nejlepší filmový plakát Lukáš Veverka (nestatutární cena). Film získal Zlatého Ledňáčka na 30. Finále Plzeň. Film byl nominován na Slnko v sieti 2017 v pěti kategoriích. Nominaci proměnil ve výhru v případě nejlepší režie.